# لونن
لونن (بالألمانية: Lünen) هي بلدة ألمانية تقع في ألمانيا في أونا (ألمانيا).[بحاجة لمصدر] يقدر عدد سكانها بـ 88,007 نسمة .

## المدن التوأمة
مدن Kamień Pomorski، زفوله، سالفورد، بانيفيزيس، دمين وبارتين هي مدن توأمة لـلونن.

## أعلام
- ماركوس برزينسكا
- جوليا ريتر
- إيكهارت تول
- كلاوس براكلمان
- فريدهيلم كونيتزكا